# Zdzisław Karol Kaniuczak
Zdzisław Karol Kaniuczak (ur. 26 lutego 1951 w Bachórzu) – polski entomolog.

## Życiorys
W 1974 ukończył studia na Akademii Rolnej w Krakowie, w 1991 doktoryzował się w Instytucie Ochrony Roślin w Poznaniu. Zdzisław Karol Kaniuczak prowadzi badania nad ekologią, biologią, szkodliwością i zwalczaniem najważniejszych szkodników zbóż m.in. skrzypionkami, przyleżeńcami i mszycami, a także nad szkodnikami roślin motylkowatych. Wchodził w skład Podkarpackiego Zespołu Porejestrowego Doświadczalnictwa Odmianowego, od 2005 do 2017 kierował rzeszowską Terenową Stacją Doświadczalną Instytutu Ochrony Roślin - Państwowego Instytutu Badawczego.
Dorobek naukowy Zdzisława Karola Kaniuczaka stanowi 47 publikacji naukowych i 21 artykułów popularno-naukowych. Jest zastępcą Przewodniczącego Oddziału rzeszowskiego Polskiego Towarzystwa Entomologicznego.